# Ellie: Så länge jag finns
Ellie: Så länge jag finns, (alternativt Så länge jag finns), (original While I live) är en ungdomsbok från 2003, utgiven på svenska 2005 (ISBN 91-638-4539-3).

## Handling
Detta är fortsättningen på böckerna om Ellie och hennes vänner. Men den här boken är mer inriktad på hur Ellie ska klara sig efter kriget. Hennes föräldrar blir mördade, men vilka var det som gjorde det, var det egentligen riktat mot Ellie eller var det bara en slump? Och i så fall, varför just hennes föräldrar? Var de tvungna att dra gränsen bara någon kilometer ifrån deras gård. Hur ska de försörja sig nu när deras ägor bara är en bråkdel av vad de var förut? Och hon vet inte hur hon ska klara av att ta hand om den lilla döva pojken Gavin, gården, alla skulder till banken och skolan. Vem är det som försöker sälja deras gård?